# Once Again It's Christmas
Once Again It's Christmas är ett julalbum av Kenny Rogers, utgivet 25 september 2015. Vissa av sångerna har han spelat in med artister som Alison Krauss och Jennifer Nettles. I januari 2016 hade albumet sålt 34 900 exemplar i USA.

## Låtlista
| Nr           | Titel                                                                              | Kompositör                               | Längd |
| ------------ | ---------------------------------------------------------------------------------- | ---------------------------------------- | ----- |
| 1.           | Once Again It's Christmas (med Larry Hall)                                         | Don Russell                              | 3:56  |
| 2.           | There's a New Kid in Town (med Winfield's Locket)                                  | Don Cook, Curly Putman, Keith Whitley    | 3:50  |
| 3.           | Here It Is Christmas/Baby, It's Cold Outside (med Larry Hall och Jennifer Nettles) | Frank Loesser, Kenny Rogers              | 2:55  |
| 4.           | Little Drummer Boy (med Larry Hall)                                                | Henry Onorati, Harry Simeone             | 3:20  |
| 5.           | Back to Bethlehem                                                                  | Joe Collins, Joe Doyle                   | 3:41  |
| 6.           | Winter Wonderland                                                                  | Felix Bernard, Richard B. Smith          | 3:49  |
| 7.           | Some Children See Him (med Larry Hall och Alison Krauss)                           | Alfred Burt, Wihla Hutson                | 4:23  |
| 8.           | I'll Be Home for Christmas (med Larry Hall)                                        | Kim Gannon, Walter Kent, Buck Ram        | 2:46  |
| 9.           | Children, Go Where I Send Thee (med Home Free)                                     | traditionell                             | 4:34  |
| 10.          | That Silent Night (med Jim Brickman)                                               | Jim Brickman, Tom Douglas                | 3:42  |
| 11.          | Light                                                                              | Steve Glassmeyer, Warren Hartman, Rogers | 4:08  |
| Total längd: | Total längd:                                                                       | Total längd:                             | 41:04 |

## Listplaceringar
| Lista (2015)             | Topplacering |
| ------------------------ | ------------ |
| USA (Billboard 200)      | 21           |
| USA (Christian Albums)   | 8            |
| USA (Top Country Albums) | 18           |
| USA (Holidays Albums)    | 3            |

### Fotnoter
1. ↑  ”Kenny Rogers on Christmas Album, New Hotel and 'Obsessive' Career Moves”. Arkiverad från originalet den 6 november 2015. https://web.archive.org/web/20151106222543/http://www.rollingstone.com/music/features/kenny-rogers-on-christmas-album-new-hotel-and-obsessive-career-moves-20150929?page=2. Läst 21 december 2015.
2. ↑  Matt Bjorke (2 januari 2016). ”Top 10 Country Albums Chart: January 4, 2016” (på engelska). Roughstock. Arkiverad från originalet den 14 januari 2016. https://web.archive.org/web/20160114140609/http://roughstock.com/news/2016/01/39558-top-10-country-albums-chart-january-4-2016. Läst 20 februari 2017.
3. ↑  ”Once Again It's Christmas”. Billboard. 11 mars 2015. http://www.billboard.com/artist/305733/Kenny+Rogers/chart?f=305. Läst 21 december 2015.
4. ↑  ”Once Again It's Christmas”. Billboard. 11 mars 2015. http://www.billboard.com/artist/305733/Kenny+Rogers/chart?f=310. Läst 21 december 2015.
5. ↑  ”Once Again It's Christmas”. Billboard. 11 mars 2015. http://www.billboard.com/artist/305733/Kenny+Rogers/chart?f=320. Läst 21 december 2015.
6. ↑  ”Once Again It's Christmas”. Billboard. 11 mars 2015. http://www.billboard.com/charts/holiday-albums. Läst 21 december 2015.